# Octeyuco Dos Mil
Octeyuco Dos Mil är en ort i Mexiko, tillhörande kommunen Jilotepec i den västra delen av delstaten Mexiko. Orten hade 1 158 invånare vid folkräkningen 2010.